# محوطه قالا
محوطه قالا مربوط به دوره اشکانیان - دوره ساسانیان است و در شهرستان ابهر، بخش مرکزی، دهستان صایین قلعه، روستای کبود چشمه واقع شده و این اثر در تاریخ ۲۶ دی ۱۳۸۶ با شمارهٔ ثبت ۲۰۵۶۰ به‌عنوان یکی از آثار ملی ایران به ثبت رسیده است.